# George Horvath
George Anthony Harry Horvath (Danderyd, 14 marzo 1960 – Växjö, 3 maggio 2022) è stato un pentatleta svedese.

## Palmarès
In carriera ha conseguito i seguenti risultati:
- Giochi olimpici:

Mosca 1980: bronzo nel pentathlon moderno a squadre.